# The Last Dance
The Last Dance — четвёртый студийный альбом 40 Below Summer, записанный в жанре альтернативный метал. Релиз двухдискового CD/DVD издания состоялся 31 октября 2006 года на лейбле Crash Music. Альбом включает в себя 9 треков в оригинальном альбоме и дополнительные композиции, посвящённые их концерту в 2005 году, в DVD издании. Некоторые композиции были записаны ещё в 2003 году в Миннеаполисе, а некоторые — на их последним на тот момент концерте.

## Список композиций

### CD-диск (альбом)
1. «New Age Slaves» — 3:47
2. «5 of a Kind» — 4:27
3. «Tell Me Now» — 4:20
4. «It’s About Time» — 3:36
5. «Relapse» — 4:32
6. «Anxiety 101» — 4:07
7. «Alaskan Thunderfuck» — 5:10
8. «It’s So Easy» (оригинал Guns N' Roses) — 3:11
9. «Cut In Half» — 4:23

### DVD-диск
1. «Intro»
2. «Suck It Up»
3. «Rope» (Video)
4. «Wither Away»
5. «I’m So Ugly»
6. «Rope»
7. «Falling Down»
8. «Still Life»
9. «Jonesin'»
10. «Little Lover»
11. «A Season In Hell»
12. «Drown»
13. «Taxi Cab Confession»
14. «Self Medicate»
15. «Step Into the Sideshow»
16. «We the People/Credits»

## Участники записи
- Макс Иллидж (Max Illidge) — вокал
- Джои Д’Амико (Joey D’Amico) — ритм-гитара
- Гектор Грациани (Hector Graziani) — бас-гитара
- Карлос Агьюлар (Carlos Aguilar) — ударные
- Райан Джурс (Ryan Jhurs) — соло-гитара